# Atlantochelys mortoni
L'atlantochelide (Atlantochelys mortoni) è una tartaruga estinta, vissuta nel Cretaceo superiore (Campaniano, circa 75 milioni di anni fa). I suoi resti fossili sono stati ritrovati in Nordamerica (New Jersey). È considerata una delle più grandi tartarughe mai esistite.

## Descrizione
Questo animale è noto solo per un omero spezzato in due parti, dalla lunghezza totale di oltre 52 centimetri. Quest'unico resto ha dato modo agli studiosi di ipotizzare l'esistenza di una gigantesca tartaruga marina estinta, probabilmente lunga circa 3 metri, quindi di poco più piccola di Archelon ischyros (considerata la più grande tartaruga marina finora ritrovata). L'omero possiede epifisi prossimale e distale che misurano rispettivamente quasi 18 centimetri e oltre 19 centimetri. La diafisi, generalmente di sezione cilindrica, misura solo 66 millimetri in diametro, e in proporzione è la più piccola tra quelle osservate in ogni tartaruga, vivente ed estinta. La forma generale dell'omero, in ogni caso, richiama molto quelle di Caretta e Desmatochelys. 

## Classificazione
L'olotipo di Atlantochelys mortoni è la parte prossimale di un omero, proveniente dalla zona di Monmouth Brooks (Contea di Monmouth, New Jersey), descritto per la prima volta nel 1849 da Louis Agassiz. L'omero, benché parziale, venne subito attribuito a una grande tartaruga marina estinta a causa della forma pressoché inconfondibile e, poiché alcune caratteristiche lo rendevano unico (ad esempio la diafisi sottile), venne attribuito a un nuovo genere e a una nuova specie. A causa di un errore compiuto da Joseph Leidy nel 1865, per molto tempo si ritenne che l'omero provenisse da Burlington County.
Per 163 anni questo fu l'unico resto noto di Atlantochelys. Nel 2012, il paleontologo amatore Gregory Harpel rinvenne una porzione distale di omero di una gigantesca tartaruga, esattamente nella stessa località dove fu rinvenuto l'omero rotto. Harpel donò l'esemplare al Museo di Stato del New Jersey, dove venne esaminato dai paleontologi. Incredibilmente, le due parti dell'omero combaciavano perfettamente: si trattava quindi dello stesso osso, spezzato in due e ricostituito dopo 163 anni.
Atlantochelys, benché conosciuta solo per un singolo osso, è chiaramente una tartaruga marina, probabilmente appartenente ai chelonidi. La forma peculiare della diafisi giustifica l'assegnazione a un genere a sé stante. Nel Cretaceo superiore sono note altre grandi tartarughe marine appartenenti ai chelonidi, come Gigantatypus della Giordania.